# Чалдар
Чалда́р,  чандар — на Руси конские латы, конский убор в виде попоны из металлических блях и пластинок, которые прикреплялись к сукну или бархату и закрывавали круп, бока и грудь лошади. Богато отделывались золотом, эмалями, драгоценными камнями.
Несколько чалдаров, принадлежавших российским царям, сохранилось в собрании Оружейной палаты — в основном турецкого происхождения или из турецких тканей, XVII век, а также иранский, китайский.
Этимология слова неясна, словарь Фасмера указывает: «Неясно. Ввиду знач. вряд ли из тур. čоltаr „попона“ (Мi. ТЕl., Nachtr. 1, 25; Брюкнер 80; KZ 48, 174)»